# Giuseppe Alliata-Campiglia
Giuseppe Alliata-Campiglia (1844 – 7 ottobre 1874) è stato un nobile italiano.

## Biografia
Fu il penultimo erede maschio del ramo pisano dei conti Alliata dopo la morte senza eredi dello zio Francesco nel 1867.
Sposato con la contessa Beatrice, ebbe un figlio maschio, Ruffo, morto celibe nel 1876, e due figlie femmine Olimpia e Costanza.
Morì a causa di una grave malattia il 7 ottobre del 1874, all'età di appena trent'anni. È sepolto nel cimitero Suburbano di Pisa.